# Rámí Szaarí
Rámí Szaarí, héber betűkkel רמי סערי, izraeli angol átírással Rami Saari (Petah Tikva, 1963. szeptember 17. –) izraeli költő, műfordító, nyelvész és irodalomkritikus.
Gyermekkorát Argentínában és Izraelben töltötte. Sémi és uráli nyelveket tanult és tanított Helsinkiben, Budapesten és Jeruzsálemben.Tizenkét önálló verseskötetén kívül, több mint 80 könyvet fordított héberre, albán, észt, finn, görög, magyar, portugál, valamint spanyol nyelvekből. A héber költő magyar költészet (https://www.ramisaari.com/hungarit-shira/) és magyar próza fordításairól (https://www.ramisaari.com/hungarit-siporet/) lehet olvasni héberül és angolul a költő saját honlapján (https://www.ramisaari.com/rami-saari/).

## Művei
- Ime, hát megleltem a hazámat, 1988
- Férfiak az átkereszteződésben, 1991
- A vakmerő fájdalom útja, 1997
- Az élet könyve, 2001
- Ilyen sok háború, 2002
- Előjárók a máltai nyelvben (doktori disszertáció), 2003
- Az ötödik sógun, 2005
- Az évek körei, 2008
- Bevezetés a nemiség nyelvészetébe, 2013
- Kavafisz fiai és unokái, 2015
- Üzenetek 'nemtörődöm' országból, 2016

## Magyarul
- A szomjúság járványa. A mai héber vers. Kétnyelvű antológia; ford. Uri Asaf, Marno János, szerk., bev. Rami Saari; Kalligram, Bp., 2016